# Segundo de arco
Um segundo, segundo de arco ou arco-segundo, que é usualmente abreviado como arcseg, é uma medida usada para medir ângulos. É equivalente a um ângulo igual a 1/60 de um minuto de arco, ou 1/3600 de grau, ou 1/1296000 do circulo.
Imagine uma bola de futebol sendo levada para longe, enquanto você a observa. À medida que a bola se afasta, o seu diâmetro angular (isto é, o tamanho angular) parece diminuir gradativamente. Para que esse diâmetro tenha um segundo de arco, a bola deverá estar a uma distância de
{\displaystyle {\frac {360\times 60\times 60}{2\pi }}} vezes o seu diâmetro

ou 206265 vezes o diâmetro da bola ou, aproximadamente, 51,5 km. 
A definição de parsec é dada, então, como a distância em que uma unidade astronômica (a distância da Terra ao Sol) é vista com um diâmetro angular de um segundo de arco.
| Medida         | Circunferência Completa | Graus (°) | Minutos (′) | Segundos (″) |
| -------------- | ----------------------- | --------- | ----------- | ------------ |
| Circunferência | 1                       | 1/360     | 1/21600     | 1/1296000    |
| Grau           | 360                     | 1         | 1/60        | 1/3600       |
| Minuto         | 21600                   | 60        | 1           | 1/60         |
| Segundo        | 1296000                 | 21600     | 60          | 1            |